# Can Pareras
Can Pareras és una obra d'Alella (Maresme) protegida com a Bé Cultural d'Interès Local.

## Descripció
Edifici civil. Masia de tipus basilical, amb un cos central més elevat i cobert amb una teulada de dues vessants; els dos laterals tenen una sola vessant. Està formada per planta baixa, un primer pis i un segon pis que només ocupa el cos central més elevat. La portalada d'accés està formada per un arc de mig punt dovellat, i les finestres mostren les llindes, brancals i llindars de pedra tallada en forma de carreus, excepte les de l'antic graner que han estat emblanquinades com la resta de la façana.

## Història
Se sap que l'any 1474, Joan Pareras i Riera compra el terreny de l'actual edifici i l'annexiona als que ja tenia.